# Furacão Larry
O furacão Larry foi um forte e duradouro furacão de Cabo Verde que se tornou o primeiro furacão a atingir a Terra Nova desde Igor em 2010. A décima segunda tempestade nomeada, o quinto furacão e o terceiro grande furacão da temporada de furacões no Atlântico de 2021, Larry se originou de uma onda tropical que surgiu na costa da África e se organizou em uma depressão tropical em 31 de agosto No dia seguinte, a depressão evoluiu para uma tempestade tropical, recebendo o nome de Larry. A tempestade moveu-se rapidamente através do extremo leste do Atlântico tropical, onde fortaleceu-se em um furacão de categoria 1 na manhã de 2 de setembro. Então, após passar por um período de rápida intensificação, Larry se tornou um furacão maior de categoria 3 no início de 4 de setembro. Depois de se agitar por vários dias como um forte furacão no oceano aberto, Larry atingiu a Terra Nova em 11 de setembro, como um furacão de categoria 1. Mais tarde naquele dia, Larry se tornou um ciclone extratropical. Finalmente, em 13 de setembro, Larry foi absorvido por um ciclone extratropical maior perto da Gronelândia.
Larry passou para o leste das Bermudas como um furacão de categoria 1, causando danos mínimos. Ondas geradas pelo poderoso e extenso campo de vento de Larry mataram duas pessoas na costa leste dos Estados Unidos. Em Gronelândia, Larry causou mais de 60.000 cortes de energia e edifícios danificados. Os poderosos remanescentes extratropicais de Larry eram paralelos à costa leste da Gronelândia em 12 de setembro, resultando em mais de 3 ft (0.91 m) de rajadas de neve e vento com a força de um furacão em grande parte do interior da Gronelândia oriental.

## História meteorológica
Em 26 de agosto, o NHC estava monitorando uma onda tropical que emergiria na costa da África Ocidental. Logo as condições ambientais para Larry eram favoráveis. Em 30 de agosto, imagens de vento derivadas de satélite indicaram que uma área de baixa pressão havia se formado. O distúrbio continuou a se organizar no dia seguinte, e às 21:00 UTC, evoluiu para uma depressão tropical. Mais tarde, no dia seguinte, a depressão tornou-se uma tempestade tropical, recebendo o nome de Larry. A tempestade sofreu algum fortalecimento em 1 de setembro, com uma feição semelhante a um olho de baixo nível se formando naquela tarde. No início de 2 de setembro, Larry se tornou uma furacão de categoria 1. Em seguida, passou por um período de rápida intensificação, o quarto furacão da temporada a fazê-lo, intensificando-se em 45 mph (72 km/h) em um período de 24 horas. O furacão iria flutuar em intensidade de 193 to 201 km/h (120 to 125 mph), uma vez que iniciou um período de ciclos de substituição da parede do olho. Durante seu período, a tempestade ganhou características anulares como um furacão de categoria 3 que ainda se mantém. Mas logo a aeronave de reconhecimento encontrou uma tempestade mais fraca, à medida que a parede do olho da tempestade começou a ficar menos definida. Logo depois, a tempestade enfraqueceria para um furacão de categoria 2. Larry manteria o status de categoria 2 até que fosse rebaixado para furacão de categoria 1 em 9 de setembro. Larry manteria a força da Categoria 1 depois. Às 03:20 UTC de 11 de setembro, Larry atingiu a Terra Nova como um furacão de categoria 1 com ventos sustentados de 130 km/h (80 mph) e uma pressão central mínima de 960 mbar (28 inHg). Após o desembarque, Larry acelerou rapidamente para nordeste, com uma velocidade de avanço de 48 mph (77 km/h), durante a transição extratropical. Seis horas depois, às 15:00 UTC, Larry fez a transição para um ciclone pós-tropical conforme sua convecção se dissipou e seus centros de circulação de baixo e médio nível se separaram. Uma frente climática também estava se desenvolvendo naquela época.

## Preparações e impacto

### Bermudas

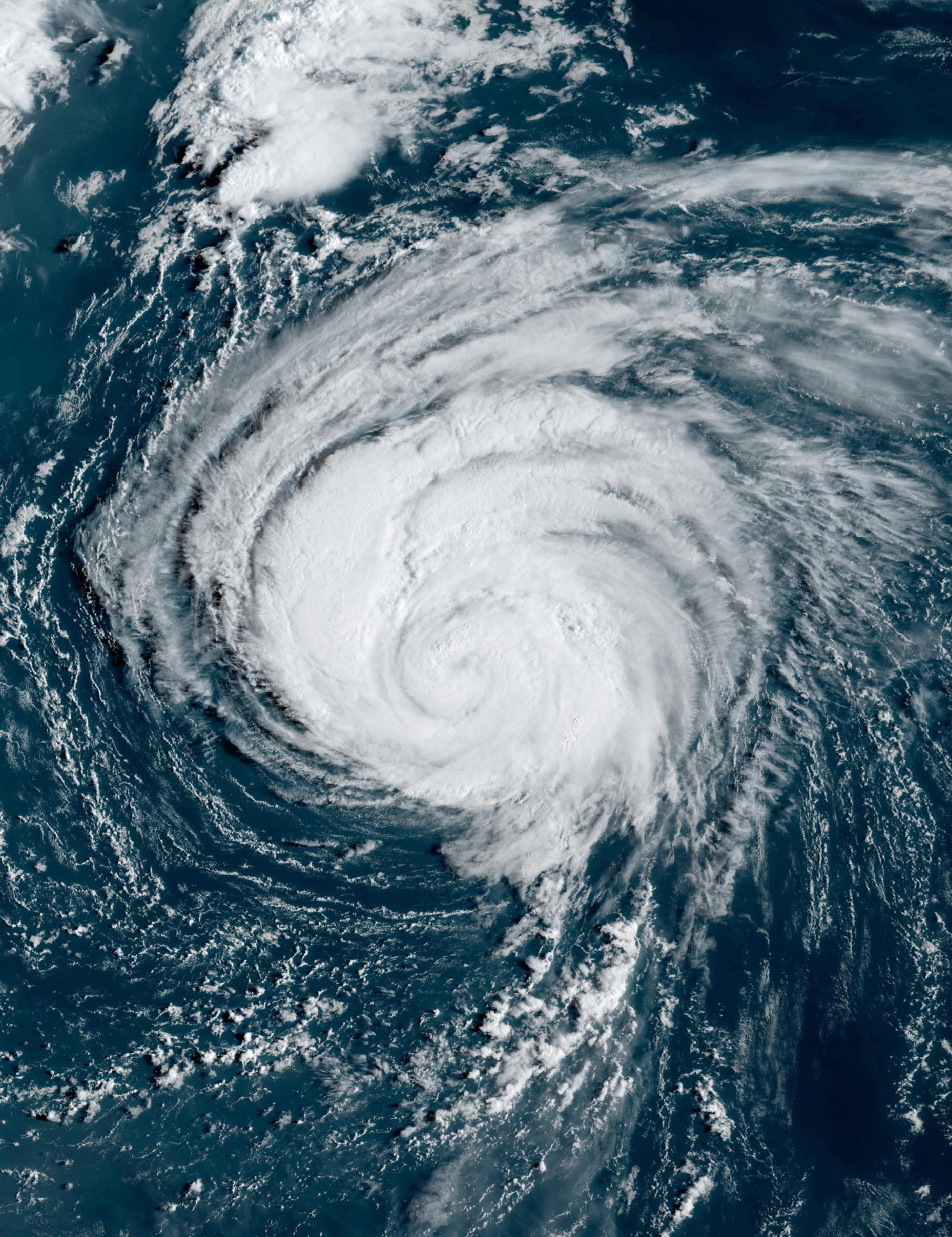
Furacão Larry passando a leste das Bermudas em 9 de setembro

Às 15:00 UTC em 7 de setembro, o Serviço Meteorológico das Bermudas emitiu um alerta de tempestade tropical, visto que as condições de tempestade tropical eram possíveis. No dia seguinte às 12h UTC, o alerta foi atualizado para um aviso. Às 00:00 UTC, 9 de setembro, o Serviço Meteorológico das Bermudas interrompeu o aviso. A ilha experimentou ventos com rajadas de cerca de 40 kn (74 km/h), e uma maré de tempestade de 0.20 m (0.67 ft) foi registada em Ferry Reach. Nenhuma queda de energia foi registada.

### Estados Unidos
Na Flórida, o Serviço Meteorológico Nacional emitiu um aviso de corrente de retorno para áreas de praia. No Cabo Canaveral, um homem de 69 anos se afogou devido às correntes marítimas. Em 8 de setembro, um homem de 68 anos se afogou na costa de uma praia na Carolina do Sul.

### Canadá

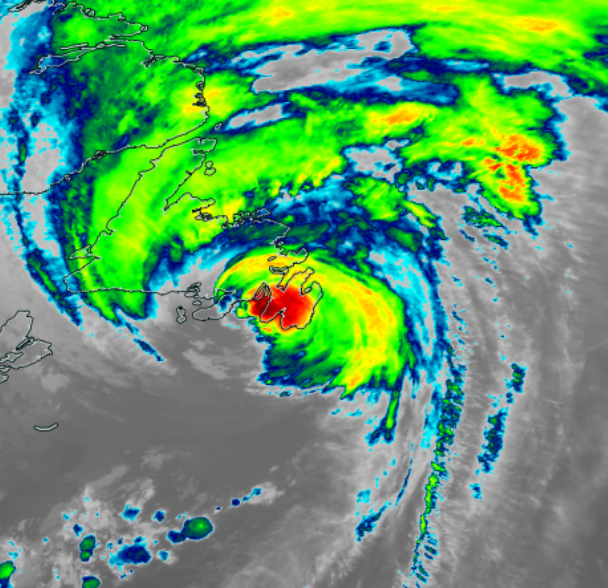
Larry aterrissando em Newfoundland em 11 de setembro às 3 UTC

Em Terra Nova, o Aeroporto Internacional de St. John registou ventos sustentados de 96 km/h (60 mph) e uma rajada de 145 km/h (90 mph) logo após as 5h30 UTC, enquanto o Farol do Cabo de Santa Maria relatou uma rajada de 182 km/h (113 mph) antes de cessar a transmissão. As ondas atingiram alturas de 3.6 m (12 ft) em Argentia e o marégrafo mostrou um nível máximo de água cerca de 150 centímetros acima do normal. A onda de tempestade coincidiu com uma maré alta, agravando as inundações costeiras. Choveu de 25 mm (0.98 in) a 35 mm (1.4 in) em um tempo muito curto sobre o sudeste de Terra Nova.
Na parte oriental da província, 60.000 pessoas ficaram sem energia após a passagem de Larry. Árvores foram arrancadas e galhos espalhados pelo chão. Uma escola primária foi danificada, e a barraca de apresentação perto do Lago Quidi Vidi, montada para o festival de concertos Iceberg Alley, sofreu danos significativos. O prefeito Danny Breen confirmou que o furacão causou uma quantidade significativa de danos ao redor da cidade. O Departamento de Transporte e Infraestrutura de Terra Nova e Labrador pediu aos motoristas que evitassem a área da Rodovia 90 no sul da Península de Avalon porque uma seção foi danificada. Numerosas atividades na área afetada e alguns voos no Aeroporto Internacional de St. John foram cancelados ou adiados. O Hospital St. Clare's Mercy perdeu energia durante a tempestade, levando-os a interromper temporariamente as visitas. As pesquisas antecipadas para as eleições federais canadenses de 2021 foram suspensas em partes de St. John.
Em Lord's Cove, perto de São Pedro e Miquelão, foram causados danos às infraestruturas, incluindo o cais, o paredão e a ponte. Em North Harbor, um trecho de um quilômetro da estrada principal foi inundado por grandes ondas e ondas de tempestade. Mais de 90 000 salmões em uma instalação de aquicultura na costa sul de Terra Nova morreram depois que as concentrações de oxigênio dissolvido caíram significativamente enquanto Larry passava pela área.

### Gronelândia
Na Gronelândia, a previsão de queda de neve para o ex-Larry, uma das poucas tempestades dos remanescentes de um ciclone tropical a passar tão ao norte, foi de até 4 pés de neve (120 cm) com alguns lugares ao longo da costa recebendo chuvas equivalentes. Em 12 de setembro, rajadas de 161 km/h (100 mph) foram reportados no aeroporto de Kulusuk, perto da costa sudeste da ilha. Em Tasiilaq, os ventos sustentados atingiram 89 km/h (55 mph) e rajadas de mais de 145 km/h (90 mph). Vento e neve causaram uma nevasca no Summit Camp, uma estação meteorológica localizada na camada de gelo com mais de 10,000 ft (3,000 m) acima do nível do mar.